# Las Tunitas
Las Tunitas es una población de Catia La Mar, ubicada entre Mamo y la vía que va hacía Carayaca. Forma parte del estado La Guaira, en Venezuela.

## Historia
La población de Las Tunitas tiene más de 70 años, cuentan sus habitantes más antiguos que la misma debe su nombre a las plantas existentes en la zona para esa época la cual eran las "Tunas".También había muchos árboles de mandarinas silvestres.Varios de sus habitantes cuentan que para el año 1963 ya habían comenzado a llegar los primeros habitantes, los cuales tenían "casas de playa", es decir, las construían por la cercanía a las playas.
Para esa época no había alumbrado público, pero si luz en las casas, sin embargo para construir se pedía permiso e instrucciones y/o asesoría a ingenieros que para esa época se ubicaban en lo que hoy es la “Plaza Bolívar de Las Tunitas”, en ese entonces era solo un terreno baldío. En la única escuela para entonces había una sola maestra, la maestra " Carmen Dolores" cuya escuela era su misma casa. Hoy en día es la "Escuela Ángel Valero Hostos". 
Con los años fueron llegando más habitantes quienes a su vez hacían actividad comercial en la zona. Los primeros comercios se concentraban cercanos a la plaza. Había 2 panadería (del Sr Batista y Sra María), 2 abastos, (sr Juan y Sr Antonio) 2 bares ( los de Santos y Braulio) 2 caucheras atendidas por sus dueños el (sr Pedro y el Sr Juan Camacho) actualmente todavía algunos de estos comercios son atendidos por esos mismos dueños o sus hijos de origen portugués y español.
Para l981 ocurrió la tragedia de Tacoa debido al incendio y explosión de 2 calderas que originaron muchas muertes y pérdidas de viviendas.
En diciembre de 1999 como ya sabemos fue un año que dejó grandes pérdidas materiales y humanas a causa de las fuertes lluvias. La zona de Las Tunitas se vio afectada aunque no en mayor grado en comparación con comunidades vecinas.
Actualmente Las Tunitas ha recibido algunas ayudas y mejoras, como en la construcción de una nueva estructura para la Escuela Ángel Valero Hostos, una cancha deportiva (actualmente semidestruida por vándalos), hace algún tiempo se le hizo arreglos a la Plaza Bolívar.

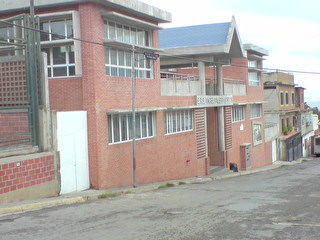
Escuela Ángel Valero Hostos
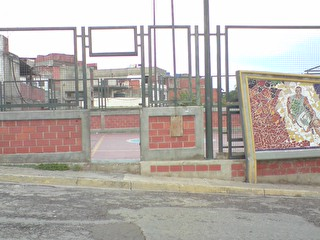
Entrada a la cancha de dicha escuela
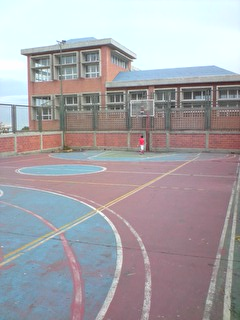
Vista del interior de la cancha nombrada anteriormente
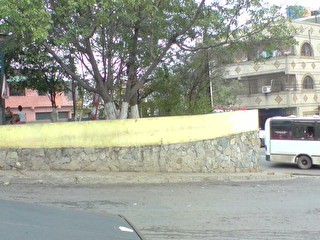
Vista exterior de la Plaza Bolívar

Nota:Las imágenes son fotografías originales del creador del artículo.

## Límites
- Norte: Mar Caribe
- Sur: San Remo
- Este: Mamo
- Oeste: Vista al mar

## Símbolos
Las Tunitas por ser parte del estado Vargas, toma los mismos símbolos patrios que representan dicha entidad federal, ej: 

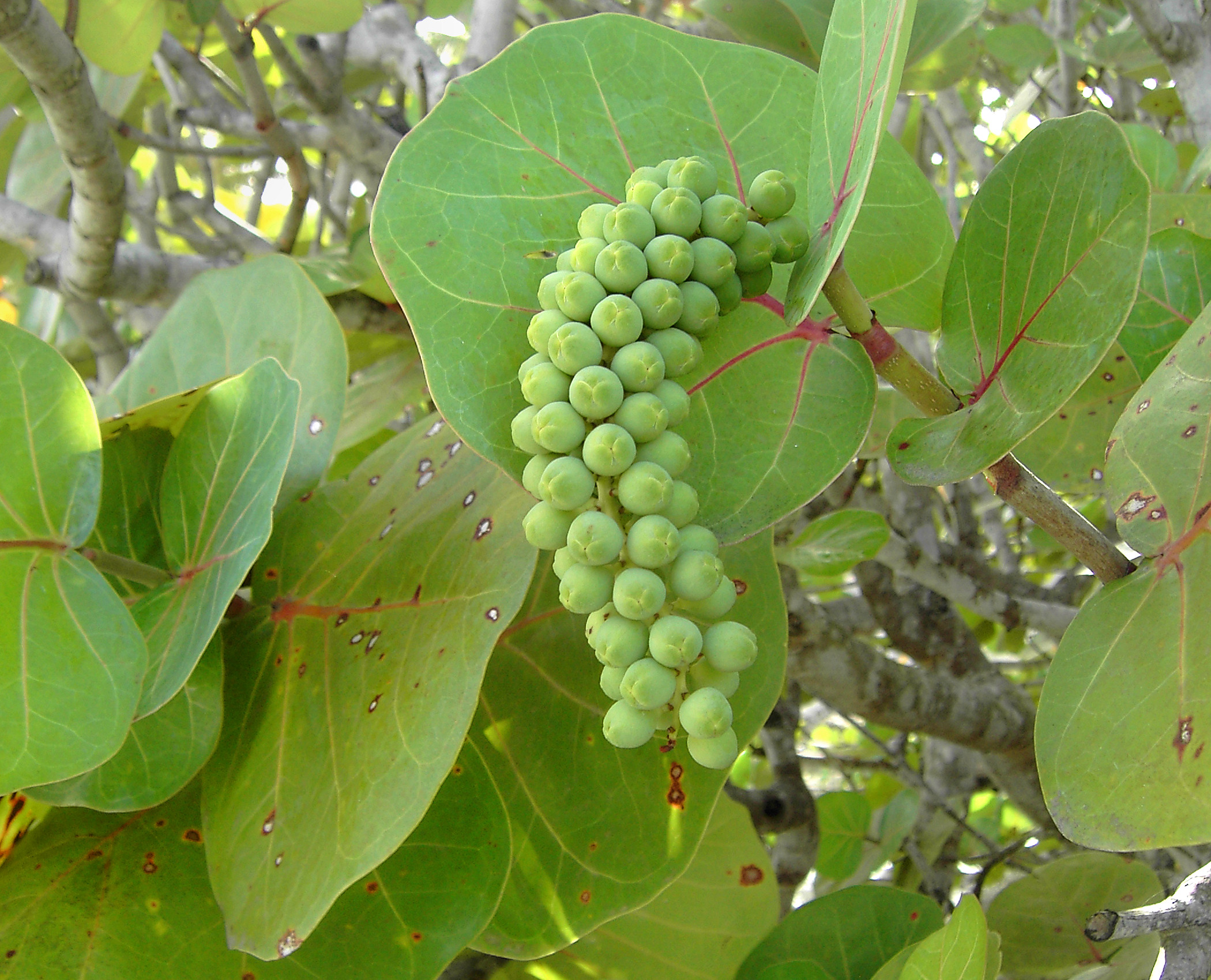
La Uva de Playa, es un símbolo que representa a todo el estado.
La Bandera de Vargas, es compartida con todo el estado.

Nota:Si te parece innecesario estas imágenes, retiralas y pon una lista con los mismos símbolos.

## Geografía
Las Tunitas se caracteriza por su cercanía a la costa y las montañas.

### Clima
El clima en Las Tunitas es tropical, algunos textos dicen que la temperatura promedio es de 26,8 °C

## Flora y fauna
Existen en la zona variedad de aves, iguanas, etc.

## Economía
La actividad comercial de los habitantes es variada, generalmente la fuente de trabajo más cercanas son Tacoa, Aeropuertos locales y aduanas. También algunos habitantes practican la agricultura y/o la pesca, etc.

## Gastronomía
La alimentación del venezolano es variada, aunque eso depende de la economía familiar en Las Tunitas está basada al igual que el resto del estado, como pescado, sopa, tostones, papelón con limón, guarapita, hallacas, también se come cantidad de dulces criollos como el dulce de lechosa, arroz con coco, arroz con leche, majarte, besito de coco y conservas.

## Fiestas tradicionales
Los habitantes de Las Tunitas celebran sus fiestas o fechas patrias acudiendo a las iglesias, procesiones, o a fiestas locales. Algunas de estas son:
- 6 de enero: Llegada de los Reyes Magos
- Febrero: Fiesta de la Virgen de la Candelaria
- Febrero-marzo: Carnaval
- 10 de marzo: Día de Vargas
- 19 de marzo: Día de San José
- Septiembre: Día del Arcángel San Miguel
- Octubre: Celebración A la Virgen de Fátima; por lo general la celebran para el 13 de octubre

## Organización político-administrativa
Las Tunitas cuenta con las siguientes zonas:
- 1.ª Loma
- 2.ª Loma
- 3.ª Loma
- 4.ª Loma
- 5.ª Loma
- La Cachapera

Hoy en día en el marco constitucional de la democracia participativa y protagónica.
Algunos de sus habitantes se están organizando en Consejos Comunales (C.C). Existen para la fecha los consejos comunales
- Poligonal N°.2 Las Tunitas
- El Valle de Los Guayabos
- Libertad de Las Tunitas
- Los Vencedores de Las Colinas de Mamo